# Paul Berth
Paul Berth (Kopenhagen, 7 april 1890 – Gentofte, 9 november 1969) was een Deens voetballer, die speelde als middenvelder voor Akademisk BK. Hij overleed op 79-jarige leeftijd.

## Interlandcarrière
Berth speelde in totaal 26 interlands voor de Deense nationale ploeg, waarmee hij in 1912 deelnam aan de Olympische Spelen in Stockholm. Daar won de selectie de zilveren medaille, net als vier jaar eerder in Londen. In de finale, gespeeld op 4 juli 1912 in het Olympisch Stadion, was Groot-Brittannië met 4-2 te sterk. In 1920 maakte hij opnieuw deel uit van de olympische selectie, maar kwam hij niet in actie.